# Minnewaukan (Dakota del Norte)
Minnewaukan es una ciudad ubicada en el condado de Benson en el estado estadounidense de Dakota del Norte. En el censo de 2010 tenía una población de 224 habitantes y una densidad poblacional de 316,8 personas por km².

## Geografía
Minnewaukan se encuentra ubicada en las coordenadas 48°4′13″N 99°15′1″O / 48.07028, -99.25028. Según la Oficina del Censo de los Estados Unidos, Minnewaukan tiene una superficie total de 0.71 km², de la cual 0.71 km² corresponden a tierra firme y (0%) 0 km² es agua.

## Demografía
Según el censo de 2010, había 224 personas residiendo en Minnewaukan. La densidad de población era de 316,8 hab./km². De los 224 habitantes, Minnewaukan estaba compuesto por el 84.82% blancos, el 0% eran afroamericanos, el 11.16% eran amerindios, el 0% eran asiáticos, el 0% eran isleños del Pacífico, el 0.89% eran de otras razas y el 3.13% pertenecían a dos o más razas. Del total de la población el 1.34% eran hispanos o latinos de cualquier raza.